# Latemar
El Latemar és una cadena muntanyosa situada a la frontera entre el Tirol del Sud i el Trentino, a Itàlia.
El seu punt culminant s'eleva a 2.846 m d'altitud. Segons l'AVE, la classificació oficialment adoptada pel Club alpí alemany i el Club alpí austríac per al rànquing dels Alps orientals, el Latemar forma part de les Dolomites. Tanmateix, segons la SOIUSA, la cadena forma part dels Alps de Fiemme.
Destinació de caminades, el Latemar és conegut per a la seva vista des del llac de Carezza.
Forma part del lloc classificat com a patrimoni mundial anomenat Les Dolomites.